# Guillermo Casanova Arosteguy
Guillermo Casanova Arosteguy (Montevideo, 30 de novembre de 1963) és un director i editor de cinema uruguaià destacat per pel·lícules com El viaje hacia el mar i Otra historia del mundo.

## Biografia
En 1985 comença la seva carrera audiovisual en el Centre de Mitjans Audiovisuals (CEMA), -“una Institució civil d'esperit cooperatiu dedicada a produir i difondre continguts audiovisuals.
En 1988 fa el seu primer treball com a director, Mamá era Punk, vídeo documental sobre la moguda jove uruguaiana del moment en què va obtenir una gran repercussió, obtenint premis a nivell nacional com a internacional com a Millor Documental en el VIII Certamen Nacional de cinema i vídeo del SODRE, millor música original i millor muntatge, en el VI Festival de Cinema de Bogotà, Colòmbia, seleccionada per a la XII Internacional Public Television Screening Conference, INPUT 89, Estocolm, Suècia. seleccionada per a la I Biennal d'Art Jove 89, Buenos Aires, Argentina i difosa pel Canal 7 de França i Canal 10 de l'Uruguai.
Durant els anys 90, realitza vídeo clips per a Estela Magnone, Laura Canoura i Diane Denoir i realitza l'any 1994 el treball documental de la gira de Jaime Roos per tot el país, Jaime Roos a las 10. documental musical amb més venda en el format VHS en la història del país.
En aquests anys fa treballs experimentals i vídeo arts, del qual forma part juntament amb altres artistes del moviment del vídeo art a l'Uruguai, on es destaca els vídeos de Mohxelis, Hacia 1, (vídeo dansa) i 34 GRADOS, LAT.S, 053 GRADOS, LAT. W, Cabo Polonio en Invierno (codirigit amb el seu germà Eduardo Casanova) guanyador com a Millor Vídeo Art Uruguaià en l'II Festival Franco Llatí de Vídeo Art, Santiago, Buenos Aires, Bogotà, Montevideo, 1993. i com a Millor Vídeo Art en el XII Festival Cinematogràfic Internacional de l'Uruguai, 1994.
En 1992 crea la Productora Algarrobo Films amb Carlos Ameglio i Diego Arzuaga amb la intenció de generar la primera productora uruguaiana dedicada exclusivament a la ficció. Allí produeix i realitza la seva primera ficció Los muertosbasat en un conte de Mario Levrero., on va ser seleccionat per a l'INPUT 92, Baltimore, els EUA, per a la Mostra d'Art Llatinoamericà en el Museu d'Art Modern de Nova York, els EUA, 1993, sol·licitada per a la Videoteca del mateix museu i participa en el Panorama de Vídeo de Creació a Amèrica Llatina, Filmoteca d'Andalusia, Museu Nacional d'Art Reina Sofia i el Centro Gallego de Artes da Imaxe, 1993.
El 1994 realitzà també el cicle Memorias de la costa, un programa documental periodístic sobre la costa uruguaiana.
Realitza el muntatge de Una forma de bailar, llargmetratge de ficció dirigit per Álvaro Buela. Aquest mateix any guanya el premi del FONA (Fons Nacional Audiovisual) amb el guió El viaje hacia el mar estrenada a l'agost de 2003 sent una de les pel·lícules més taquilleres de l'any amb 90.000 espectadors i collint premis nacionals i internacionals com el Colón d'Or a la millor pel·lícula d'Iber Amèrica en el Festival de Huelva, Espanya i guanyadora de premis en els festivals Internacionals d'Utrech, Ourense, Bangkok, Miami, Río de Janeiro i Mar del Plata.
En 2009, realitza per a la Televisió Nacional Uruguaiana, TNU, el cicle d' El cine de los Uruguayos, produït per Ronald Melzer, cicle de 40 capítols, que continuaria en el 2011, amb entrevistes als directors i actors de les obres cinematogràfiques més important dels últims 30 anys.
En 2010 realitza la peça publicitària Soprano, per la inauguració de l'Auditori Adela Reta del SODRE, guanyant els següents premis, en el Desachate, Balero d'or a la millor peça de TV, en els Premis Effie, Bronze, en el Fiap. Federació iberoamericà de la publicitat, Bronze, en l'Ull d'Iberoamèrica, Bronze i Gran Campana d'or a la millor peça de TV de més de 40” en la Campana 2010.
Realitza en 2010 per a Hugo Fattoruso el seu primer DVD, Hugo Fattoruso en Concert realitzat el 12 de juny a la Sala Zitarrosa i en 2011 és convidat a dirigir un capítol, Religió, en la sèrie de ficció uruguaiana “Addicciones”
En 2017 estrena el seu segon llargmetratge, Otra historia del mundo, basat en el llibre Alivio de luto de Mario Delgado Aparaín. En el mateix any produeix la primera pel·lícula del director de teatre Roberto Suárez, Ojos de madera.
Des de l'any 1999 fins avui és codirector i fundador, juntament amb Natacha López, de la productora cinematogràfica Lavorágine Films promovent coproduccions entre l'Uruguai i la resta del món. Ha produït pel·lícules com El viaje hacia el mar, Ruido, de Marcelo Bertalmío, Flacas vacas de Santiago Svirsky, El cuarto de Leo, Zanahoria d'Enrique Buchichio i Manual del macho alpha de Guillermo Kloetzer.
Va ser professor a la Universitat de la República.

## Obras
- 2017. "Otra historia del mundo" - Llargmetratge ficción.[4]
- 2014. “Y así sucesivamente” – Sèrie documental de televisió.
- 2011 - Adicciones. Capítol: Religión. Sèrie de 13 capítols. Emesa por Canal 12.
- 2010. “Hugo Fattoruso en concierto”
- 2009. "El Cine de los uruguayos" –Programa de TV en 40 capítols.
- 2008. - “Hombres del Puerto” - Cicle Documental de televisió
- 2007. “Emotivo” - tres videoclips d'Hugo Fattoruso
- 2003. El viaje hacia el mar
- 1998. Y HOY TE VI. Video clip per Diane Denoir.
- 1996. MEMORIAS DE LA COSTA. Programa de TV
- 1995. MOXHELIS II. Vídeo Art, dur.: 1'
- 1994. JAIME ROOS A LAS 10.- Documental Musical. Dur.: 60'
- 1993. 34 GRADOS, LAT.S, 053 GRADOS, LONG. W. CABO POLONIO EN INVIERNO.
- 1993. MILONGA DE PARIS. Video clip per Estela Magnone.
- 1992. LOS MUERTOS. Video Ficció, dur.:28'
- 1991. HACIA 1. Video Danzsa, dur.: 6'.
- 1991. Moxhelis. Video Arte. Videoart,, dur.: 5’
- 1990. LA CABEZA DE SARA S. Curtmetratge, dur: 5'.
- 1988. MAMA ERA PUNK., Documental, dur.: 30'.

## Alguns Premis i reconeixements
- Premi del Jurat a millor pel·lícula del Latin American Film Festival, Utrecht, Holanda, 2005 per El viaje hacia el mar
- Premi “Colón d'Or” com a Millor Pel·lícula del Festival Iberoamericà de Cinema de Huelva, 2004 per El viaje hacia el mar
- Premi de la Ràdio Exterior d'Espanya, 2004 per El viaje hacia el mar
- Premi Especial del Jurat Secció Iberoamericana del Festival Internacional de Cinema de Miami, 2004 per El viaje hacia el mar
- Premi al millor llargmetratge de la secció Amèrica Llatina XXI del Festival Internacional de Cinema Mar del Plata, 2004 per El viaje hacia el mar
- Premi del Públic 2004. X Festival de Cinesul Rio de Janeiro 2004 per El viaje hacia el mar
- Premi Iris del diari “El País” de Montevideo, a la millor pel·lícula 2003 per El viaje hacia el mar